# 大橋望美
大橋望美（日语：／ Nozomi Ōhashi，1999年5月9日—），日本前童星及歌手，隸屬於中心兒童劇團部門。

## 介紹
曾在Music Station節目中透露喜歡的藝人是Hey! Say! JUMP中的山田涼介，尤其是他跳舞時的模樣。與山田涼介為同月同日生日。
2008年12月31日，第59回NHK紅白歌合戰以藤岡藤卷與大橋望美的名義演出，該次為藤岡藤卷與大橋望美最後一次的演出，是次演出後此組合宣佈解散。
2012年3月，透過事務所宣布，從2012年4月之後完全停止演藝活動，專心於即將開始的中學學業。

## 作品

### 單曲
- 2007年12月5日、YAMAHA MUSIC COMMUNICATIONS，以藤岡藤卷與大橋望美名義主唱。
- 宮崎駿執導的電影『崖上的波妞』的主題歌。

（熊貓的夢想）
- 2011年7月27日、波麗佳音
- 上野動物園・上野觀光聯盟公認歌曲

### 音樂專輯
- 崖上的波兒印象集（日语：崖の上のポニョイメージアルバム）
- ノンちゃん雲に乗る（日语：ノンちゃん雲に乗る (アルバム)）（2008年12月24日、YAMAHA MUSIC COMMUNICATIONS）

## 出演

### 電視劇
- 人間的証明（2004年、富士電視台）：飾 女孩
- 世界奇妙物語 你的故事（2005年、富士電視台）：飾 石川真美（童年）
- 園長先生是名偵探（2006年、富士電視台）：飾 林田茜
- 折翼天使 （2006年、富士電視台）：飾 下條涼子（童年）
- 獸拳戰隊激氣連者 第1集（2007年、朝日電視台）
- 毛骨悚然撞鬼經驗 冬季特別編2009 （2009年2月3日、富士電視台）：飾 二之宮惠菜
- 白之春（2009年4月-6月、關西電視台 / 富士電視台）：飾 村上幸
- THE QUIZ SHOW GOLDEN（2009年4月-6月、日本電視台）：飾 冴島美野里（第2集起加入演出）
- （2009年、朝日電視台）：飾 笠間光代（童年、客串第三集）
- 富士電視台開局50周年記念特別節目 （生日快樂）（2009年11月、富士電視台）：飾 藤原明日香
- 鋼之女（日语：ハガネの女#テレビドラマ）（2010年5月 - 7月、朝日電視台）：飾 中野愛梨
- 宇宙犬作戰 （2010年7月16日、東京電視台）第1集客串：飾
- 獸醫杜立德（2010年10月、TBS電視台）：飾 麻友（第2、3集客串）
- 鋼之女2（2011年4月 - 6月、朝日電視台）：飾 中野愛梨
- 唐吉訶德（2011年、日本電視台）第9集 墮落父親（長女奮鬥）：飾 村松千佳
- 相棒（2012年，朝日電視台）：飾 島村加奈（第10季第10集客串）

### 音樂節目
- MUSIC JAPAN（2008年1月19日、12月5日、2009年1月23日、3月25日、2011年8月14日、NHK綜合頻道）
- Music Station（2008年8月1日、8月15日、朝日電視台）
- 久石讓 in 武道館～與宮崎駿動畫一起走过的25年～（2008年8月31日、9月23日、11月8日、12月29日、2009年1月2日、NHK）
- 歌番（2008年9月4日、2009年1月15日、TBS）
- MUSIC FAIR 21（2008年9月20日、9月27日、12月27日、2009年2月7日、富士電視台）
- HEY!HEY!HEY!（2008年9月29日、10月13日、富士電視台）
- Best Hit歌謠祭（2008年11月27日、日本電視台）
- FNS歌謠祭（2008年12月3日、富士電視台）
- 1億3000万人が選ぶ!ベストアーティスト（2008年12月16日、日本電視台）
- 日本唱片大賞（2008年12月30日、TBS）
- 第59回NHK紅白歌合戰（2008年12月31日、NHK）
- Perfume 20歳の挑戦～Dream Fighter（2009年1月17日、NHK BShi）
- 誰も知らない泣ける歌（2009年2月10日、2月24日、日本電視台）
- 春うた（2009年3月25日、4月5日、NHK）
- 魁!音楽番付（2009年4月8日、4月22日、富士電視台）
- 第60回NHK紅白歌合戰（2009年12月31日、NHK）

### 綜藝節目
- 旅の香り〜四季の名宿めぐり〜（2008年9月14日、朝日電視台）
- 太田光の私が総理大臣になったら…秘書田中。（2008年10月10日、日本電視台）
- 新堂本兄弟（2008年9月28日、富士電視台）
- しゃべくり007（2008年10月27日、日本電視台）
- バニラ気分!（2008年11月1日、富士電視台）
- 踊る!さんま御殿!!（2008年11月18日、日本電視台）
- 行列のできる法律相談所（2008年11月23日、日本電視台）
- おしゃれイズム（2008年12月7日、日本電視台）
- メレンゲの気持ち（2008年12月20日、日本電視台）
- Zoom In!!SUPER NG投稿(秘)映像150発 Xマス爆笑スペシャル（2008年12月25日、日本電視台）
- 笑っていいとも!増刊号（2008年12月28日、日本電視台）
- 第50回日本レコード大賞番組ナビ（2008年12月30日、TBS）
- いよいよ今夜！紅白最新情報（2008年12月31日、NHK）
- 人生が変わる1分間の深イイ話（2009年2月16日、2012年3月19日、日本電視台）
- 徹子の部屋（2009年2月18日、2月23日 朝日電視台、BS朝日）
- 映画マダガスカル2公開日特番～映画マダガスカル（2009年3月14日、BS朝日）マダガスカル2応援委員長、番組ナビゲーターとして出演。
- VVV6（2009年4月10日、富士電視台）
- 笑っていいとも!2009年春の祭典SP（2009年4月13日、富士電視台）VTR出演
- サプライズ（2009年5月13日、日本電視台）
- おはスタ（2009年10月7日、東京電視台）
- スタジオパーク大みそかスペシャル（2009年12月31日、NHK）

### 報道節目
- ズームイン!!SUPER（2008年、日本電視台）
- NEWS23「金曜解放区」（2008年9月26日、TBS電視台）
- めざましテレビ（2009年3月14日、6月23日、富士電視台）VTR出演
- FNNスーパーニュース（2009年5月11日VTR出演、5月26日、富士電視台）
- SAVE THE FUTURE2009（2009年6月20日、6月21日応援メッセージVTR NHK総合）
- E_morning（2009年10月13日、東京電視台）VTR出演

### 體育節目
- ジャイアンツ ファンフェスタ2008（2008年12月6日、日本電視台）

### 情報節目
- A×A ダブルエー（2009年10月13日、東京電視台）VTR出演

### 廣告
- 日立 螢光燈
- 讀賣新聞
- コスモ石油 コスモザカード -星に名前を篇-
- オリビエランドセル ぴったんこ☆ラクティ
- パイロット はだかんぼ
- エリエール
- 豪斯登堡
- 森永乳業 アクトケア
- アサヒ飲料 三ツ矢サイダー（2008年） - 與藤岡藤卷共演
- 崖上的波妞展（2008年） - 與藤岡藤卷共演

### 電影
- 狗狗心事（2005年）：飾 美香（童年）
- （2005年）：飾

### 配音
- 崖上的波妞（2008年）：飾
- 小小車布歷險記 哎呀呀？（2009年）：飾 車布拉希卡
- 小小車布歷險記（2010年電影版）：飾 車布拉希卡（日語版配音）
- 名偵探柯南 天空的劫難船（2010年）：飾 川口聰（客串）

### 音樂錄影帶
- 松隆子『迎向光明（日语：明かりの灯る方へ）』（2006年）
- 藤岡藤卷、大橋望美 『崖上的波妞』（2007年）
- EXILE『FIREWORKS』（2009年）

### 雜誌
- 小學館『めばえ 増刊号』

## 活動
- 2008年中央聯盟　
  - 中央聯盟第一戰 讀賣巨人 － 中日龍 始球式（於：東京巨蛋 2008年10月22日）
- 2008年早稻田祭 
  - 早稻田大學放送研究會（WHK）的活動企劃的神秘客人
- 海外宣傳活動
  - 台北「崖上的波妞」小小展覽館揭幕儀式（於：台北新光三越信義新天地A8館 2009年1月11日）

## 外部連結
- 中央兒童劇團 個人介紹頁（2012年3月28日頁面）（日語）